# Onda de calor na Europa em 2018

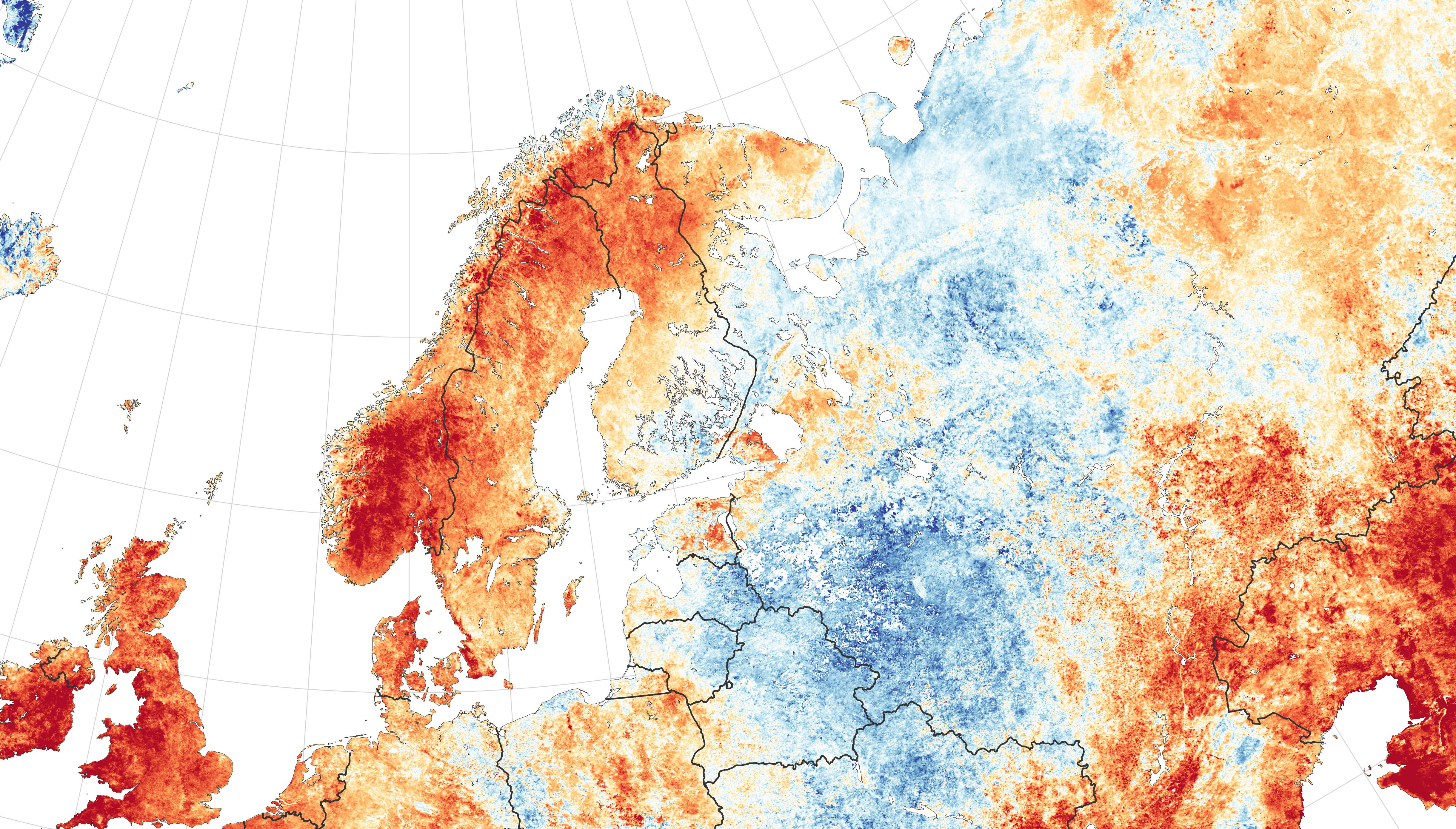
Anomalia térmica no norte da Europa em julho de 2018

A onda de calor e seca na Europa em 2018 foi uma onda de calor invulgarmente quente em diversas regiões da Europa durante a primavera e verão de 2018 e que esteve na origem de diversos recordes de temperatura e incêndios florestais. Foi parte de uma onda de calor mais abrangente que afetou todo o hemisfério norte, causada em parte por correntes de jato mais fracas do que o normal, fazendo com que o ar quente das zonas de elevada pressão permanecesse no mesmo local. Várias regiões foram também afetadas por seca, principalmente no norte e centro da Europa. Em Portugal e Espanha foram registados vários recordes de temperatura em diversas localidades.